# Sötenich
Sötenich ist ein Ortsteil der Gemeinde Kall im nordrhein-westfälischen Kreis Euskirchen.
Durch den Ort fließt die Urft. Sötenich verfügt über einen Kindergarten und die katholische Kirche St. Matthias. Mit knapp über 1000 Einwohnern ist Sötenich der zweitgrößte Ortsteil der Gemeinde Kall. Sötenich ist durch seine Kalksteinbrüche und das Zementwerk bekannt und verleiht der Sötenicher Kalkmulde ihren Namen.
Nördlich und südlich der Ortschaft verläuft der Rest der römischen Eifelwasserleitung. Der Ort wird daher auch vom Römerkanal-Wanderweg tangiert.

## Geschichte

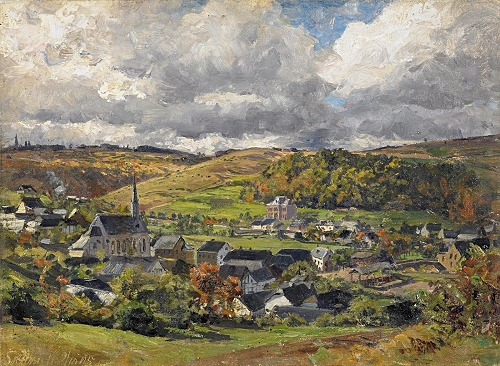
Fritz von Wille: Sötenich, 1895

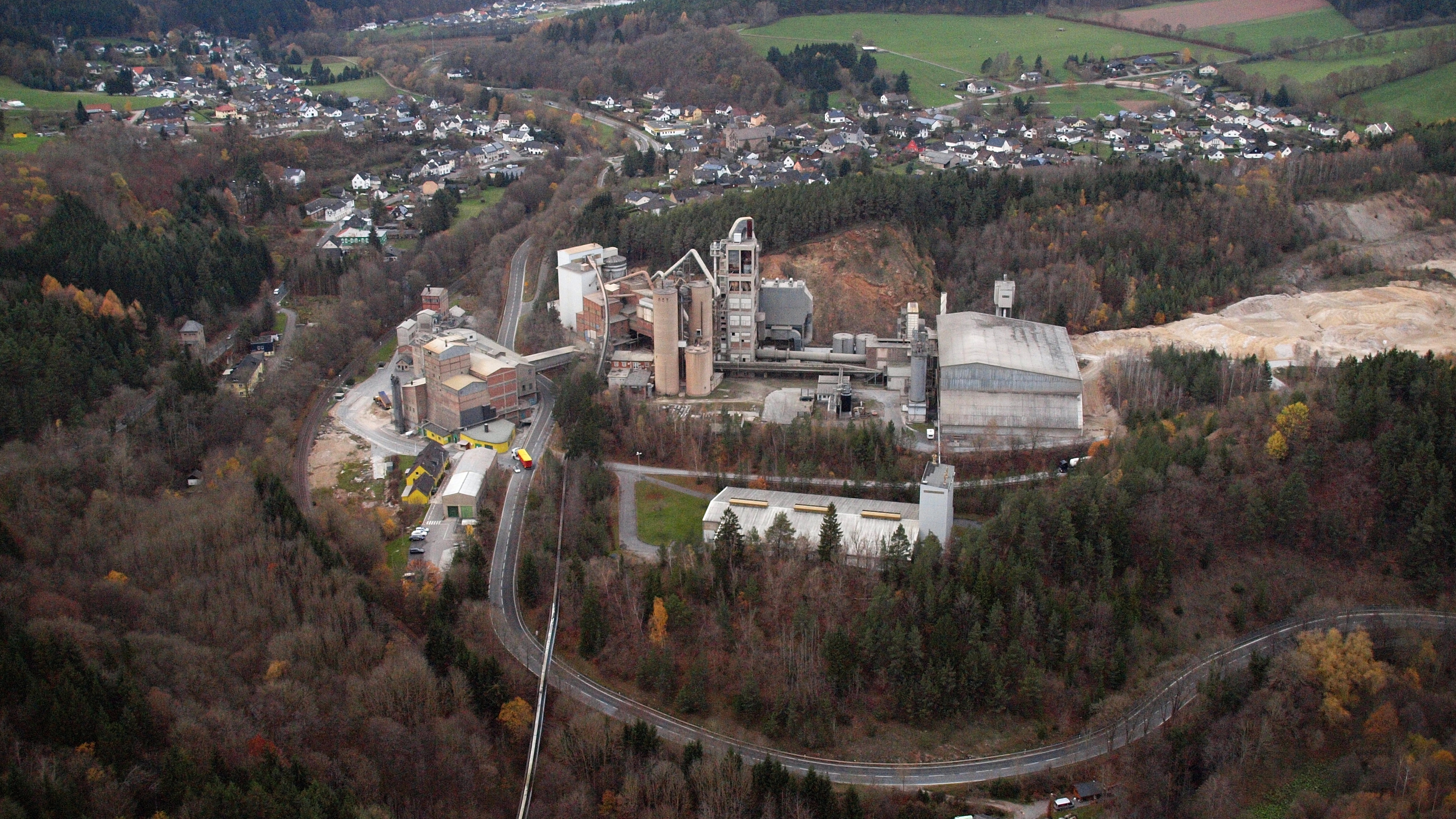
Sötenich mit Zementwerk, Luftaufnahme (2015)

Der Ort wurde zur Römerzeit als „Suetoniacum“ gegründet. Er hieß im 16. Jahrhundert „Sötrich“. 1405 wird ein „Johann von Sötenich“, ein Jülicher Burgmann zu Münstereifel, erwähnt.
Seit dem 19. Jahrhundert war der Ort Sötenich in zwei politische Gemeinden mit dem Namen Sötenich geteilt, von denen die eine zur Bürgermeisterei Kall und die andere zur Bürgermeisterei Keldenich des Kreises Schleiden gehörte. In den 1930er Jahren wurden die beiden Sötenicher Gemeinden mit der Gemeinde Rinnen zu einer Gemeinde Sötenich zusammengeschlossen.
Im Zweiten Weltkrieg kam es zu großen Zerstörungen, so dass auch die 1872 errichtete Kirche von 1951 bis 1952 neu errichtet werden musste.
Am 1. Juli 1969 wurde Sötenich nach Kall eingemeindet.
Im Oktober 2012 wurde im Urteil des Landgerichts Aachen des sogenannten „Eifel-Prozess“ festgestellt, dass in Sötenich ein Mord geschah. Aufgrund der Unterstützung, die der Mörder von einigen Personen im Dorf und aus umliegenden Ortschaften nach der Tat erhielt, titelten die Boulevardzeitungen über Sötenich mit Bezeichnungen „Das Eifeldorf mit dem tödlichen Geheimnis“, „Das halbe Dorf vertuschte die Tat“ und „Das ist die mörderische Dorfgemeinschaft“.

## Wappen
| Wappen der früheren Gemeinde Sötenich | Blasonierung: „In Rot über goldenem (gelbem) Dreiberg ein schräggestelltes silbernes (weißes) Beil goldenem (gelbem) Stil.“ |
| Wappen der früheren Gemeinde Sötenich | Wappenbegründung: Das Wappen wurde 1956 vom nordrhein-westfälischen Innenminister verliehen. Der Dreiberg weist auf die Lage Sötenichs als Bergdorf hin, das Beil ist Attribut des Orts- und Pfarrpatrons, des heiligen Apostels Matthias, der mit dem Beil enthauptet wurde; die Farbe Rot steht für sein Martyrium. |

.

## Verkehr
In der Ortsmitte trifft die Landesstraße 203 auf die Landesstraße 204. Die nächste Autobahnanschlussstelle ist Nettersheim an der A 1.
In der Nähe befinden sich die DB-Bahnhöfe in Kall (2 km) und Urft (3 km).
Die VRS-Buslinien 885 und 886 der RVK, die überwiegend als TaxiBusPlus nach Bedarf verkehren, stellen den Personennahverkehr mit den angrenzenden Orten und Kall sicher.
| Linie | Verlauf |
| ----- | --- |
| 885   | MiKE (außer im Schülerverkehr): Manscheid – Wildenburg – Benenberg – (Krekel – Rüth – Roder –) Sistig – (Frohnrath –) Rinnen – Sötenich – Kall Bf                                    |
| 886   | MiKE (außer im Schülerverkehr): (Blankenheim-Wald – Milzenhäuschen –) Marmagen – Wahlen – (Diefenbach – Steinfelderheistert – Gillenberg –) Steinfeld – Urft Bf – Sötenich – Kall Bf |